# Festival della creatività

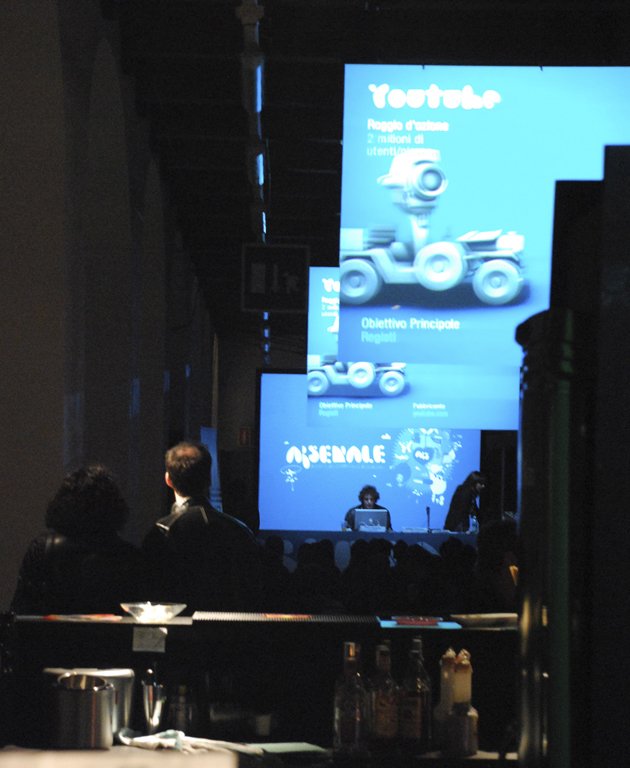
Festival della Creatività: una conferenza sulla multimedialità.

Il Festival della creatività è un evento annuale organizzato a Firenze dalla Regione Toscana e Fondazione Sistema Toscana.
La prima edizione si è svolta nel 2006. La manifestazione vuole raccogliere le varie espressioni creative presenti nell'arte, nella tecnologia e nei vari campi del sapere e della conoscenza. L'evento, in quattro giorni alla Fortezza da Basso, si articola sulla presenza di decine di espositori legati ai vari campi del sapere creativo e in una serie di incontri, dibattiti, cineforum che hanno come argomento fondante la creatività stessa.
Le diverse edizioni hanno visto la presenza di personaggi come Daria Bignardi, Oliviero Toscani, Jovanotti, Dario Fo, Frank Drake, Margherita Hack.
La prima edizione del festival, nel 2006, ha attratto in totale 170.000 visitatori. L'anno seguente fu preparato un nuovo festival fra il 25 e il 28 ottobre, anticipandolo, dunque, di un mese rispetto all'edizione precedente. Di nuovo furono programmati molteplici eventi disposti lungo tutte e quattro le giornate (fino a tarda notte) e furono invitati ospiti celebri per accompagnarle. Il festival registrò alla fine un'affluenza di circa 350.000 visitatori. L'edizione del 2008 intitola ta “Visioni, viaggi, scoperte” e con ospite d'onore il Brasile, ha avuto un conteggio finale di visitatori di poco superiore all'anno precedente.
Per l'occasione Paolo Ferrario dà vita al proprio progetto musicale Esprit Machiste (del quale compone e produce tutti i brani), presentando due CD "cinematica 2008" e "Rinascimento Virtuale Soundtrack" (venduti al Festival e dall'editore dei CD Borgatti, per ēX Records) con musiche che costituiranno la colonna sonora dell'evento. Uno dei brani proponeva il "tema Rinascimento Virtuale", realizzato tra l'altro campionando la voce di un precedente intervento di Mario Gerosa, ideatore e curatore della mostra, giornalista, autore di vari libri sui mondi virtuali e fondatore di Synthravels (la prima agenzia di viaggi per tour negli universi sintetici).
Oltre alla musica del progetto Esprit Machiniste, il CD Rinascimento Virtuale Soundtrack contiene anche brani del progetto Piras.
L'edizione del festival del 2008 è stata trasmessa in diretta da InToscana per un totale di circa 100 ore di diretta e 3.400.000 contatti (di cui 260.000 accessi alle dirette live). In questa edizione, così come nella precedente, nel programma è stata inserita la diretta online, nelle isole di Second Life acquistate dalla Regione Toscana, con il festival Visionaria che si svolgeva a Piombino.